# 尖字沽乡
尖字沽乡，是中华人民共和国河北省唐山市丰南区下辖的一个乡镇级行政单位。

## 行政区划
尖字沽乡下辖以下地区：
雁翎庄村、蒲台河村、东河沽村、尖字沽村、下双坨村、上双坨村、望马泊大街村、望马泊西街村和望马泊北街村。